# Dalsbotn Station
Dalsbotn Station (Dalsbotn holdeplass eller Dalsbotn stasjon) er en tidligere jernbanestation på Flåmsbanen i Norge. Stationen åbnede som trinbræt i 1942, da den ordinære persontrafik på banen startede. Stationen bestod af en gul ventesalsbygning i træ og en kort perron. 
Stationen blev nedlagt for persontrafik 9. december 2012 i forbindelse med en generel række nedlæggelser af stationer med meget få passagerer og lav standard. Dalsboth var således den station på Flåmsbanen med det laveste passagergrundlag. Der var få fastboende i området, meget få af dem benyttede toget, og da der ikke var lagt op til udbygning i området, var der ikke udsigt til en stigning i passagertallene. Derudover ville en udbedring af stationen antageligt blive meget kostbar.